# Sovvagn

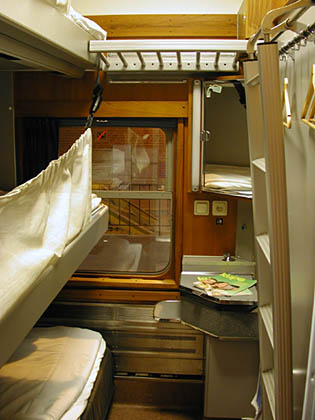
Kupé i sovvagn av standardmodell. Så här ser en sovkupé ut i nästan hela Europa

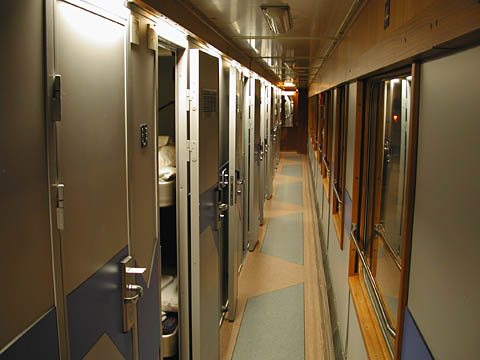
En korridor i en europeisk sovvagn. Detta är en moderniserad svensk sovvagn från 1960-talet, (SJ WL1)

En sovvagn är en typ av järnvägsvagn som har kupéer med sängar, och som framförallt används i nattåg. Varje kupé har oftast två eller tre sängar, men kan enkelt ändras så att de består av vanliga sittplatser. Därmed kan passagerarna resa i kupén även under dagtid. Den här beskrivna typen är vanlig i Europa, en annan vanlig typ är inredd med sängar som går längs vagnens långväggar. I många länder i Europa, bland annat Sverige har sovvagnar typbeteckning WL som betyder Wagons Lits vilket betyder sovvagn på franska.
USA blev 1839 först med sovvagn. och andra länder tog senare efter, till exempel Tyskland 1873, och i Sverige började SJ köra med sovvagnar 1886. Sovvagnar har under lång tid ansetts som ett exklusivt sätt att resa, och det är först de senaste decennierna som sovvagnarna både har minskat i status och förlorat passagerare i och med flygets ökande dominans på långa sträckor.
En stor del av sovvagnstrafiken i Europa har under ett flertal år skötts av ett stort internationellt sovvagnsbolag, Compagnie Internationale des Wagon Lits (CIWL). Detta bolag var belgisktägt och bedrev en gång i tiden trafik med sovvagnar över så gott som hela Europa. Mest känt var detta bolag för att köra den berömda Orientexpressen från Paris till Istanbul men även en rad andra städer över hela Europa fick dagligen besök av sovvagnar från CIWL som till exempel Stockholm och Amsterdam. CIWL hade också en del trafik utanför Europa, dels en del trafik i Egypten som till exempel tåg mellan Kairo och Luxor, dessutom hade CIWL tåg i Mellanöstern som till exempel tåg från asiatiska delen av Istanbul till Aleppo, Bagdad och Beirut. Idag finns visserligen CIWL kvar men äger inga egna sovvagnar utan har enbart en del personal i ett antal nattåg. CIWL:s nuvarande existens är med andra ord ganska blygsam i jämförelse med vad det en gång var.
Ett annat stort sovvagnsbolag var det tyska Mitropa. Bolaget bildades 1917 och finns kvar idag i blygsam omfattning. När Tyskland delades 1949 i Västtyskland och Östtyskland blev Mitropa ett bolag som tillhörde Östtyskland. I Västtyskland bildades istället ett nytt bolag för sovvagnstrafik som hette DSG. När Tyskland förenades igen skulle allt integreras igen och 1994 upphörde DSG att existera och ingick i Mitropa istället. Förr hade Mitropa egna sovvagnar som var målade och märkta Mitropa men idag finns inte dessa kvar. Till och med 2016 tillhörde sovvagnarna i Tyskland de tyska järnvägarnas (DB) City Night Line. Sedan 2017 har vissa av förbindelserna tagits över av de österrikiska järnvägarnas (ÖBB) märke NightJet.

## Sverige
I Sverige har det funnits sovvagnar från ett antal olika bolag under årens lopp. Ett litet antal privata svenska järnvägsbolag har kört sovvagnar i Sverige, men de flesta har tillhört Statens Järnvägar (SJ). Dessa vagnar tillhör sedan 2001 antingen  SJ AB eller Trafikverket (tidigare Rikstrafiken). Trafikverket hyr ut sina vagnar till den operatör som för närvarande kör den av verket upphandlade nattågstrafiken. Dessutom har som redan nämnts även CIWL och Mitropa haft sovvagnar i svenska tåg. Det går dagligen nattåg med sovvagnar från Stockholm till Hamburg och säsongsvis förlängs dessa förbindelser till Berlin.

## Teknisk standard
Under åren från 1950-talet och ett par decennier framåt lanserades en rad nya sovvagnar med bland annat högre komfort och i vissa fall högre topphastighet. Konkurrensen från bilen och flyget gjorde att resenärerna hamnade i en helt ny valsituation där en flygresa på bara 1-2 timmar kunde ersätta en övernattning ombord på ett nattåg.
Den östtyska industrin lanserade under 1960-talet en sovvagnstyp som levererades till ett flertal länder i det dåvarande östblocket, bland annat DDR, Polen, Tjeckoslovakien, Ungern, Rumänien och Bulgarien. Vagnarna hade topphastighet 140-200 km/h.
I en del länder samarbetade några länder i utvecklingen av en ny generation sovvagnar som endast hade tvåbäddskupéer med smalare sängbredd (endast 70 cm). Vagnen hade även en inbyggd oljepanna så att den kunde klara sig i sträng kyla utan yttre kraftanslutning. En del länder har framför allt under 1980- och 90-talen satsat på sovvagnar med dusch i antingen korridoren eller inne i kupén. I Sverige är numera dusch i korridoren standard i sovvagnar.
Framtiden för den europeiska sovvagnstrafiken är något oklar. Dagens flygtrafik är en svår konkurrent såväl tids- som kostnadsmässigt och avstånden i vissa europeiska länder som Sverige är långa. Samtidigt är nattågen ett mycket miljövänligt alternativ till flygplan.
För dagtåg har en utveckling mot motorvagnståg pågått länge, men det har inte alls skett för nattåg, där traditionella lok och vagnar fortfarande används.

## Bilder

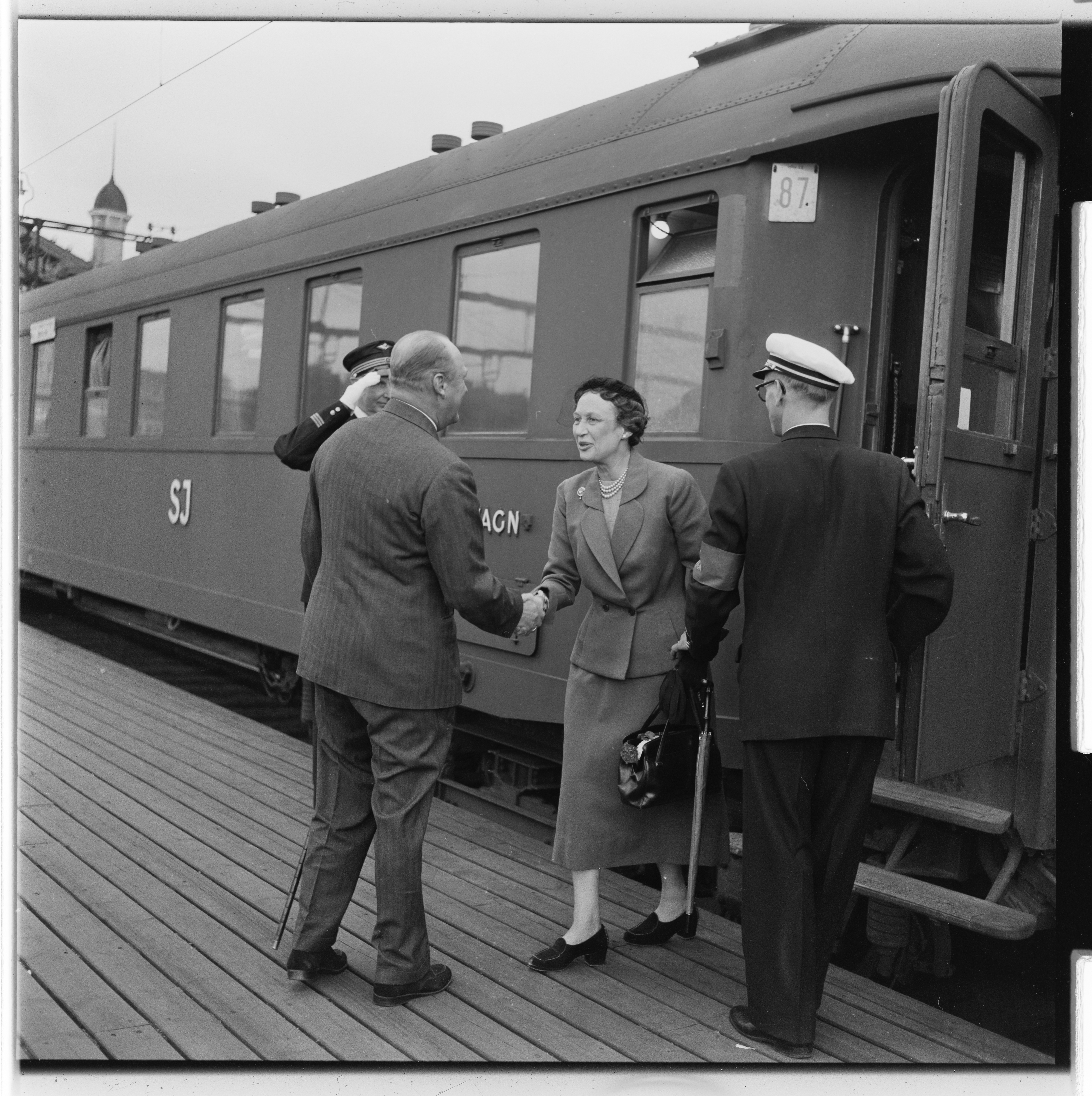
Prinsessan Margaretha vid en äldre svensk sovvagn
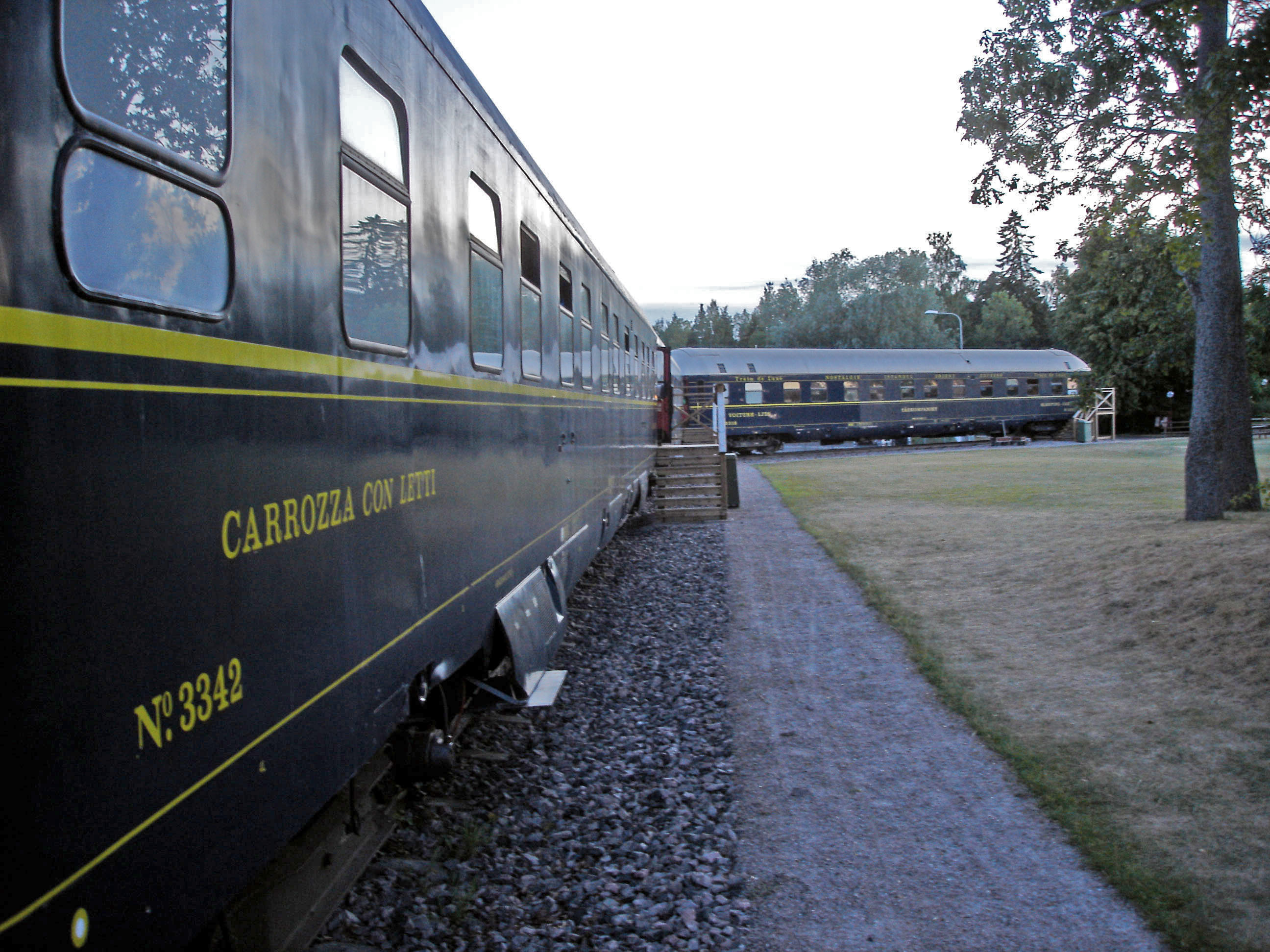
Avställda sovvagnar i Furuvik
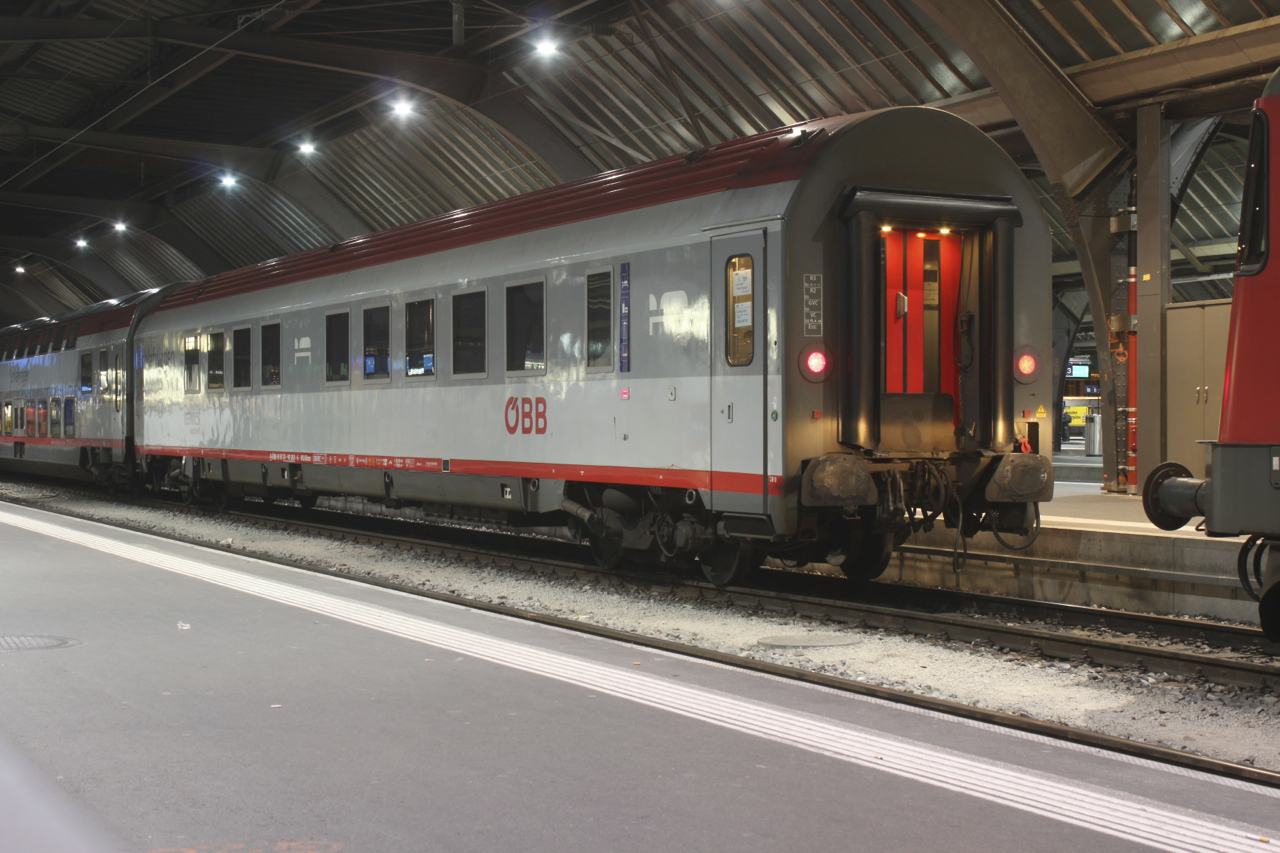
Sovvagn typ MUn. Dessa går idag vanligtvis till Stockholm. De är idag målade i annan färg än på bilden
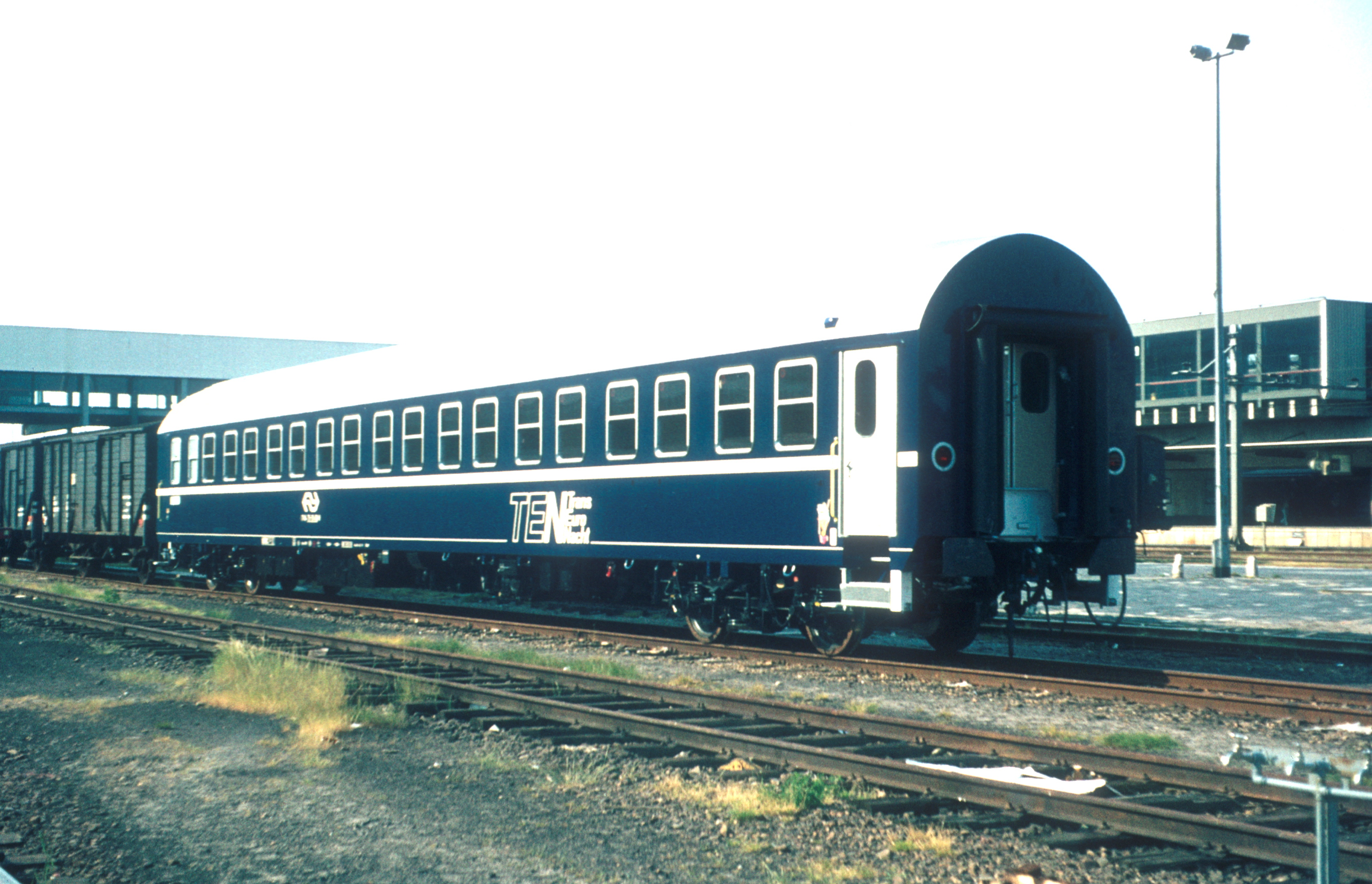
En sovvagn typ T2S. Dessa trafikerar dagligen Stockholm, men i ombyggt skick och benämns då AB32s. De är också målade i annan färg än på bilden

### Fotnoter
1. ↑  ”The Sleeper (Sleeping Car), Staying Rested On Your Journey” (på engelska). American Rails. http://www.american-rails.com/sleeper.html. Läst 29 januari 2016.
2. ↑   Sovvagn i Nationalencyklopedins nätupplaga. Läst 28 januari 2018.